# Morgan City (Louisiane)
Pour les articles homonymes, voir Morgan City.
Morgan City est une ville de l'État américain de la Louisiane, située sur les paroisses de Saint-Martin et de Sainte-Marie. Elle compte 12 404 habitants selon le recensement de 2010.

## Histoire
Morgan City est sise en bordure de l'Atchafalaya. Elle est initialement appelée Tiger Island par les arpenteurs recrutés par le secrétaire à la Guerre des États-Unis John C. Calhoun en raison d'un type particulier de chat sauvage aperçu dans la région. La ville a par la suite reçu le nom de Brashear City, en hommage à Walter Brashear, un éminent médecin du Kentucky qui a acheté de grandes étendues de terres et acquis de nombreux moulins à presser la canne à sucre. En 1860, Brashear City obtient le statut de ville. En 1876, Brashear City devient Morgan City, en hommage à Charles Morgan, un magnat du rail et des bateaux à vapeur qui a financé le premier dragage du canal Atchafalaya Bay (Atchafalaya Bay Ship Channel) pour permettre l'accueil de navires océaniques.

## Culture
Morgan City apparaît dans les romans que James Lee Burke consacre à la Louisiane, notamment Dixie City:
« « Au lointain, brillant de tous ses feux comme une flamme chimique dans le brouillard, s'étalait Morgan City, ses rues des quartiers de débine semées de palmiers, ses bars aux sols en sciure, ses hôtels de passe et ses manœuvres des pétroles et racoleuses, fêtards, joueurs de bourrée, nuitards. » »
— James Lee Burke, Dixie City